# Johan Carl Wilcke
Johan Carl Wilcke, född 6 september 1732 i Wismar (Sverige), död 18 april 1796 i Stockholm, var en tyskfödd svensk experimentalfysiker som gjorde viktiga insatser inom flera områden, framför allt elektricitetsläran.

## Biografi
Wilcke föddes i Wismar, som då räknades som svenskt område. Han följde sin familj till Sverige när hans far Samuel Wilcke 1739 blev andre pastor vid Tyska församlingen i Stockholm. Fadern ville att även sonen skulle slå in på prästbanan, men teologi tilltalade inte Wilcke, som istället var mer intresserad av fysik.
Wilcke blev 1749 student vid Uppsala universitet, där han studerade matematik och fysik under Mårten Strömer och Samuel Klingenstierna till 1751, då han reste utrikes. Under sin sexåriga utrikesvistelse studerade han i Göttingen, Berlin, Greifswald och Rostock, där han 1757 blev filosofie magister (då motsvarande doktorsexamen inom filosofisk fakultet) på avhandlingen De electricitatibus contrariis, som väckte stor uppmärksamhet inom forskarvärlden. 
Efter att han till Kungliga Vetenskapsakademien i Stockholm lämnat in avhandlingarna Rön om elektriska laddningens åstadkommande med flera kroppar än glas och porcellän (1758) och Historia af de naturkunnigas mening om orsakerna till åskedundret (1759), utnämndes han 1759 till Thamisk lektor och blev samma år till ledamot av Kungliga Vetenskapsakademien. Innehavaren av de Thamska lektorstjänsten ansvarade för Vetenskapsakademiens offentliga föreläsningar på Riddarhuspalatset, som hölls en gång i veckan med syftet att sprida bildning och som tillkom genom en donation av kommerserådet Sebastian Tham.
1770 fick han den thamska professuren i fysik i Stockholm. Han var Kungliga Vetenskapsakademiens sekreterare 1784 – 1796. Han var också ledamot av Vetenskapssocieteten i Uppsala från 1774, av Fysiografiska sällskapet i Lund från 1775 och av utländska lärda samfund.
Han var farbror till industrimannen Gustaf Daniel Wilcke.

## Upptäckter/landvinningar
- Uppfinnare av en elektrostatisk generator 1762 som var föregångare till den senare elektroforen som utvecklades av Alessandro Volta.
- Sambandet mellan norrsken och störningar i det jordmagnetiska fältet.
- Den förste som utarbetade isoklinkartor för hela jorden.
- Upptäckte att norrskenets strålar går parallellt med jordmagnetiska fältet. Hans avhandling om detta finns i KVA handlingar för år 1777.
- Lämnat viktiga bidrag inom värmelära.
- Konstruerade den vätgasballong med 4 m diameter, som sändes upp i ett experiment från Stockholms gamla observatorium på Observatoriekullen i Stockholm.)